# Kaurijska jela
Kaurijska jela (agatis, lat. Agathis), rod korisnog drveća iz porodice araukarijevki ( Araucariaceae) raširen po Maleziji, Australiji i Novom Zelandu (Sjeverni otok).
Poznatije vrste su kaurijska jela (A. australis), kraljevski kauri (A. robusta) i damara drvo (A. dammara).

## Opis
Borolike Agathis vrste rastu od Filipina do Australije i Novog Zelanda. Drugdje se neke vrste uzgajaju kao ukrasne biljke u toplim područjima ili u staklenicima. Nekoliko vrsta daje tvrde smole ili gume (uključujući kauri kopal, Manila kopal i dammar smolu) koje se prvenstveno koriste u izradi lakova i drugih proizvoda kao što su lakirana koža i pečatni vosak.

## Vrste
1. Agathis atropurpurea Hyland
2. Agathis australis (D.Don) Lindl.
3. Agathis borneensis Warb.
4. Agathis dammara (Lamb.) Poir.
5. Agathis flavescens Ridl.
6. Agathis kinabaluensis de Laub.
7. Agathis labillardierei Warb.
8. Agathis lanceolata Warb.
9. Agathis lenticula de Laub.
10. Agathis macrophylla (Lindl.) Mast.
11. Agathis microstachya J.F.Bailey & C.T.White
12. Agathis montana de Laub.
13. Agathis moorei (Lindl.) Mast.
14. Agathis orbicula de Laub.
15. Agathis ovata (C.Moore ex Vieill.) Warb.
16. Agathis robusta (C.Moore ex F.Muell.) F.M.Bailey
17. Agathis silbae de Laub.

## Sinonimi
- Dammara Link
- Salisburyodendron A.V.Bobrov & Melikyan

## Vanjske poveznice
|  | Zajednički poslužitelj ima još gradiva o temi Agathis |
|  | Wikivrste imaju podatke o taksonu Agathis             |